# José Antonio Rojo Paredes
José Antonio Rojo Paredes (1923-1995) va ser un muntador de cinema espanyol. Va treballar en més de dues-centes pel·lícules durant la seva carrera. Era sogre del també muntador de cinema Pedro del Rey.

## Filmografia seleccionada
- Mare Nostrum (1948)
- Una mujer cualquiera (1949)
- La noche del sábado (1950)
- La corona negra (1951)
- La señora de Fátima (1951)
- El negro que tenía el alma blanca (1951)
- De Madrid al cielo (1952)
- Sor intrépida (1952)
- Aeropuerto (1953)
- La guerra de Dios. (1953)
- Murió hace quince años (1954)
- Un caballero andaluz (1954)
- El beso de Judas (pel·lícula) (1954)
- El canto del gallo (1955)
- La otra vida del capitán Contreras (1955)
- La gran mentira (1956)
- Un traje blanco (1956)
- Los ladrones somos gente honrada (1956)
- Las chicas de la Cruz Roja (1958)
- El baile (1959)
- Camarote de lujo (1959)
- Mi calle (1960)
- Plácido (1961)
- La banda de los ocho (1962)
- Nobleza baturra (1965)
- Siete Dólares al Rojo (1966)
- Las salvajes en Puente San Gil (1966)
- Pepa Doncel (1969)
- Un adulterio decente (1969)
- La muerte busca un hombre (1970)
- La novicia rebelde (1971)
- La revolución matrimonial (1974)
- Sangre y arena (1989)